# Hieracium leiophaeum
Hieracium leiophaeum es una especie de planta con flor del género Hieracium, de la familia Asteraceae, orden Asterales.

## Distribución
Hieracium leiophaeum se distribuye por Italia y Francia.

## Taxonomía
Fue descrita científicamente por Arv.-Touv.
Tratamiento taxonómico
La especie aparece registrada en una sección de la publicación Hier. Gall. Hisp. Cat.